# جريجوري فيكتور بابيك
جريجوري فيكتور بابيك (بالإنجليزية: Gregory Victor Babic)‏ (16 أكتوبر 1963– 12 يونيو 2013) مؤلف وروائي استرالي.

## حياته
ولد بابيك مدينة ملبورن الأسترالية، لكنه انتقل إلى العاصمة سيدني في عمر الشهر الواحد تقريبا وعاش في تلك المدينة حتى انتقل إلى أورانج في الغرب الأوسط من نيو ساوث ويلز في مايو 2010.
تخرج من مدرسة سيدني الثانوية للبنين في عام 1981 (مع شهادة المدرسة العليا)، وجامعة سيدني في عام 1990 (مع درجة البكالوريوس في الآداب)، وجامعة نيو ساوث ويلز في عام 1992 (مع دبلوم الدراسات العليا في التعليم الثانوي)، وكان خريجا مستهدفا (واحد من «أفضل المتفوقين» من جميع أنحاء ولاية نيو ساوث ويلز) تم توظيفه لأول مرة من قبل وزارة التعليم والتدريب في نيو ساوث ويلز في عام 1993 (عندما حصل على شهادة المعلم. قام بتدريس اللغة الإنجليزية والتاريخ والدراسات العامة وعمليات البيع بالتجزئة في العديد من المدارس الثانوية التابعة للقطاع العام في منطقة سيدني الكبرى
عمل لفترة وجيزة في الشرطة الفيدرالية الأسترالية كشرطي في منتصف 1980s. وكان رئيسا لفصله للتدريب على التوظيف، وحصل على جائزة «للتميز في ممارسة القانون» بعد التخرج. ومع ذلك، في عامه الثاني، أصبح من الواضح له أن وكالة «فرانس برس» لم تكن مناسبة له والعكس صحيح، لذلك استقال لاستكمال تعليمه وأصبح معلما.
كتب كتابين غير خياليين لسوق التعليم، دراسة النجاح الدراية: قائمة مرجعية من 1001 نقطة مصممة لمساعدتك على التحكم في تعلمك وزيادة إمكانات الإنجاز الخاصة بك - على الفور! (ISBN 1-876932-19-8) ومصطلحات دراسة الأفلام: مسرد للمفاهيم الأساسية المتعلقة بدراسة الفيلم (ISBN 1-876932-97-X) - وكلاهما منشور من قبل Five Senses Education Pty Ltd. كتابه الثالث غير الخيالي، كلمات لإلهام الكتاب: تقويم دائم من الاقتباسات الكلاسيكية المتعلقة بالكتابة - عن الكتاب والكتابة والكلمات والكتب والأدب والنشر - تم اختياره خصيصا لتوضيح عملية الكتابة وتحفيز المؤلفين كل يوم (ISBN 978-0-980372-20-5)، تم نشره بواسطة F.C. Sach & Sons ، Publishers ، في يناير 2008، وتم إصداره الآن بموجب رخصة المشاع الإبداعي للإسناد - غير التجاري - الأعمال المشتقة 3.0 غير المنقولة، [2] لتوفير الحافز للكتاب كل يوم من أيام السنة دون تكلفة.
فازت كتاباته بمسابقة جامعة سيدني يونيون الأدبية (قسم النثر) وجائزة هنري لوسون للنثر (التي تديرها جامعة سيدني). كان لديه أول رواية للبالغين الشباب، The Profile (ISBN 978-0-9822-0566-2)، التي نشرتها All Things That Matter Press ، بالإضافة إلى فيلمه المثير المعاصر للبالغين (المستوحى من فترة خدمته في الشرطة الفيدرالية الأسترالية)، The Last Loose End (ISBN 978-0-9822-7226-8)، والتي كانت روايته الأولى المنشورة لجمهور البالغين بشكل عام، ولكن كتابه الخامس المنشور. اختار عدم تجديد عقده مع هذا الناشر في عام 2010 وكلتا الروايتين مدرجتان الآن على أنهما غير مطبوعتين.
توفي بابك في عام 2013